# Marinelli-Becher
Der Marinelli-Becher wird in der Strahlenmesstechnik verwendet. In ihm werden zum Beispiel Wasserproben, die Radon enthalten, luftdicht eingeschlossen und anschließend mit Hilfe von Proportionalzählrohren oder auch Szintillationszählern ausgemessen. Zur Messung wird der Marinelli-Becher auf den Detektor aufgesteckt. Er wurde um 1950 von Leonidas D. Marinelli (1906–1974) entwickelt.
Marinelli-Becher sorgen durch ihre besondere Form für einen optimalen Wirkungsgrad bei der Messung, da der Detektor von der Probe umgeben ist.